# Unione per la Repubblica (Mauritania)
L'Unione per la Repubblica (in francese: Union pour la République; in arabo: الإتحاد من أجل الجمهورية) è un partito politico mauritano di orientamento centrista fondato nel 2009 da Mohamed Ould Abdel Aziz, promotore, nell'agosto 2008, di un colpo di Stato che rovesciò il governo del Presidente della Repubblica Sidi Mohamed Ould Cheikh Abdallahi.
Abdel Aziz è successivamente divenuto capo dello Stato, venendo confermato in occasione delle elezioni del 2013 e del 2018.

## Risultati

### Elezioni presidenziali
| Elezione           | Candidato               | Voti    | %     | Esito  |
| ------------------ | ----------------------- | ------- | ----- | ------ |
| Presidenziali 2009 | Mohamed Ould Abdel Aziz | 409 100 | 52,58 | Eletto |
| Presidenziali 2014 | Mohamed Ould Abdel Aziz | 577 995 | 81,89 | Eletto |
| Presidenziali 2019 | Mohamed Ould Ghazouani  | 483.312 | 52,01 | Eletto |

### Elezioni parlamentari
| Elezione          | Collegio nazionale | Collegio nazionale | Collegio nazionale |
| Elezione          | Voti               | %                  | Seggi              |
| ----------------- | ------------------ | ------------------ | ------------------ |
| Parlamentari 2013 | 127 580            | 22,05              | 75 / 146           |
| Parlamentari 2018 | 136 809            | 20,11              | 89 / 155           |